# ATP Challenger Torrance
Der ATP Challenger Torrance (offiziell: USTA Challenger at West End Racquet & Health Club) war ein Tennisturnier, das 2003 einmal in Torrance, Kalifornien, stattfand. Es gehörte zur ATP Challenger Tour und wurde im Freien auf Hartplatz gespielt.

## Liste der Sieger

### Einzel
| Jahr | Sieger           | Finalgegner    | Ergebnis |
| ---- | ---------------- | -------------- | -------- |
| 2003 | Janko Tipsarević | Zack Fleishman | 6:4, 6:4 |

### Doppel
| Jahr | Sieger                 | Finalgegner                 | Ergebnis |
| ---- | ---------------------- | --------------------------- | -------- |
| 2003 | Ramón Delgado André Sá | Diego Ayala Robert Kendrick | 6:3, 6:4 |